# Sierra del Laboreiro
La Sierra del Laboreiro es un macizo montañoso de perfiles suaves situado entre Galicia y Portugal en la denominada Raya Seca, que se eleva desde el valle del río Deva para formar un amplio altiplano de unos 1200 m de altitud media que se extiende por la feligresía portuguesa de Castro Laboreiro. De sus cumbres nacen ríos que van al Miño (Deva y Troncoso), al Arnoia (Tuño y Ourille), y al Limia (Cadós, Grou y Casal en la vertiente gallega y Castro Laboreiro en la portuguesa).

## Extensión
Esta sierra describe un arco con una orientación NO-S que comienza en el valle del río Troncoso, dirigiéndose cara al este entre los ayuntamientos gallegos de Padrenda, Quintela de Leirado, Camino, Lobeira y Entrimo y el ayuntamiento portugués de Melgaço. Se prolonga al nordeste cara a las Lombas de la Pena de la Edra. Extreman con el Laboreiro la sierra de la Peneda, la sierra de Queguas, el pequeño macizo del Coto de Fonte Santa y la Sierra de la Mora.

## Morfología
El principal rasgo a destacar de esta sierra son sus pendientes suaves originadas por una prolongada erosión. Esta erosión fue desgastando los materiales que cubrían a las masas graníticas, las cuales se formaron  durante la orogenia Hercínica, dejándolas a cielo abierto en forma de grandes bloques, bolos o peñas como la peña de Penagache o la peña de Anamán. Está compuesta por granodioritas en la parte occidental, granitos de dos micas en la central y esquistos en la oriental.

## Cumbres
Siguiendo la orientación de esta sierra desde el nacimiento del río Troncoso, cerca de la aldea de Portelinha, destacan las siguientes cumbres por su altitud o morfología:
- Arrazís (Melgaço), 1.175 m.
- Cabeço de las Cuatro Fontes (Melgaço), 1.170 m.
- Alto de Gontim (Melgaço), 1.203 m.
- Peña Rojiza (Padrenda), 1.232 m.
- Alto de la Basteira (Padrenda), 1.217 m.
- Alto de la Portela del Pao (Melgaço), 1.232 m.
- Alto del Buscal (Melgaço), 1.255 m.
- Alto de la Mansao del Guerrero (Melgaço), 1.234 m.
- Penagache (Quintela de Leirado-Camino), 1.226 m.
- Outeiro de Hierro (Camino-Melgaço), 1.268 m.
- Froufe (Camino), 1.245 m.
- Alto de la Pregiça (Melgaço),1287 m.
- Gestoso (Melgaço), 1.336 m.
- Lo Codesal (Lobeira), 1.334 m.
- Pedroso (Melgaço), 1.301 m.
- Penedo de Anamán (Melgaço), 1.276 m.

## Historia etnográfica
Los altos del Laboreiro estuvieron habitados desde la prehistoria. Las primeras pruebas de su humanización datan de la etapa del megalitismo en Galicia a partir de los años 4000-3500 la.C.. En esta zona se registra una amplia densidad de monumentos funerarios, llamados mámoas o localmente motas. En conjunto forman una gran necrópolis que llega a la cifra de 130 túmulos, que en su mayoría permanecen enterrados debido a la falta de un proyecto común entre los dos lados de la frontera entre España y Portugal. Algunos de ellos son:
- La Mota Grande, en el entorno de Penagache-Outeiro de Hierro, cerca del marco 23, con 24m de diámetro mayor y unos 2m de altura.
- Mota de Meda, situada en la Sierra de las Motas, cerca del marco 31, un conjunto de unos 11 monumentos situados a 1300 m de altitud entre los ayuntamientos de Camino y Lobeira. El monumento fue excavado por Florentino López Cuevillas y tiene un tamaño considerable que supera los 30m de radio y consigue unos 2m de altura.
- Mota de la Pastora, situada en La Laguna a 1330m. de altitud, cerca del marco 34, tiene un diámetro de unos 23m y una altura de metro y medio, aunque no se observa su altura desde la superficie debido la que se construyó en la cima una garita de vigilancia.

Estas tierras no entendieron de fronteras hasta que Portugal se independizó de Galicia y se comenzó a trazar la frontera entre los dos lados, se fortificaron las comarcas fronterizas con castillos como los de Castro Laboreiro o el Alcázar de Milmanda en las Tierras de Celanova. Durante la Guerra Civil se convirtió en una ruta de paso para los contrabandistas que traían productos de Portugal y querían evitar la aduana de Pontebarxas.
El Monte Penagache además de su atractivo destaca históricamente por ser donde tuvo lugar la primera ascensión deportiva del montañismo en Galicia.

## Biodiversidad

### Flora
La vegetación se distribuye en dos zonas diferenciadas:
- La zona boscosa ubicada en los valles de los ríos y barrancos, formada por robles (Quercus robur), abedules etc.
- La zona de matorral y pastos situada en las lomas y en los altiplanos de la sierra, formada por xesteiras, piornos, codesoss, abulagares, carqueixas, uces y pastos de gramíneas.

### Fauna
La fauna salvaje está compuesta por aves de rapina como el águila ratonera (Buteo buteo); mamíferos como el jabalí, el zorro o incluso el lobo que se refugian de los rigores del invierno en los bosques de las partes bajas; reptiles como lagartos , víboras o cobras y una gran variedad de insectos. Esta fauna convive con otras especies domesticadas cómo vacas cachenas y manadas de caballos en semilibertad.
También es de destacar la presencia de un perro endémico de esta sierra el llamado Perro de Castro Laboreiro.

## Accesos
Podemos dividir los accesos más directos a los distintos lugares de la sierra:
- Accesos a Peña Rojiza, desde Melgaço por Portelinha o Rodeiro y desde Padrenda por Lapela.
- Acceso a las sierras del Caúño, Castelo, Aguillón y Basteira, desde Padrenda por Gorgua y desde Quintela de Leirado por Mociños.
- Acceso a Penagache y Outeiro de Hierro, desde Quintela de Leirado por Xacebáns y desde Camino por el Outeiro de Aguas.
- Acceso al Codesal y al Gestoso, desde Camino por el Outeiro de Aguas, desde Lobeira por Fraga o desde Melgaço por Seara.
- Acceso a la peña de Anamán y la Pedroso, desde Melgaço por Cainheiras.

## Aprovechamiento de la Sierra

### Usos agrarios
Los amplios pastos de las cumbres sirven de alimento para explotaciones ganaderas de vacas cachenas y caballos, de los bosques bajos se aprovecha la madera, principalmente de pino.

### Usos turísticos
Además de los usos cinegéticos existentes, también destaca su potencial para realizar actividades turísticas como el senderismo.